# Csingervölgy (gőzmozdony)
A Csingervölgy nevű gőzmozdony egy jelenleg Ajka-Csingervölgyben kiállított kéttengelyes B tengelyelrendezésű, normál nyomtávolságra épített szertartályos mozdony. Ebből a típusból más hazai példányról nem tudunk. Egyke lévén magyar pályaszámot sosem kapott, a nevét első szolgálati helyéről kapta. 1952-től volt a MÁV mozdonya.

## Története
A mozdony a Bécsújhelyi Mozdonygyár 1890-es terméke. Először az Ajkai Szénbányákhoz került. 1935-től győri, 1953-tól miskolci, 1956 után gyorsan változtatták az állomáshelyeit. Jászapáti, Selyp, végül a Mátrai Erőmű volt a szolgálati helye. 1978-ban selejtezték. Onnantól a mozdony a Királyréti Erdei Vasút kismarosi állomásán volt látható 2007 tavaszáig, amikor civil összefogás keretében sikerült visszaszállítani Csingervölgybe, és ott kiállítani.